# Skorošice
Skorošice (niem. Gurschdorf) – miejscowość gminna położona w kraju ołomunieckim, w powiecie Jesionik, w Czechach.

## Podział

### części gminy
- Petrovice
- Skorošice

### gminy katastralne
- Dolní Skorošice (930,30 ha)
- Horní Skorošice (2607,86 ha)
- Petrovice u Skorošic (1112,98 ha)

## Osady należące do Skorošic

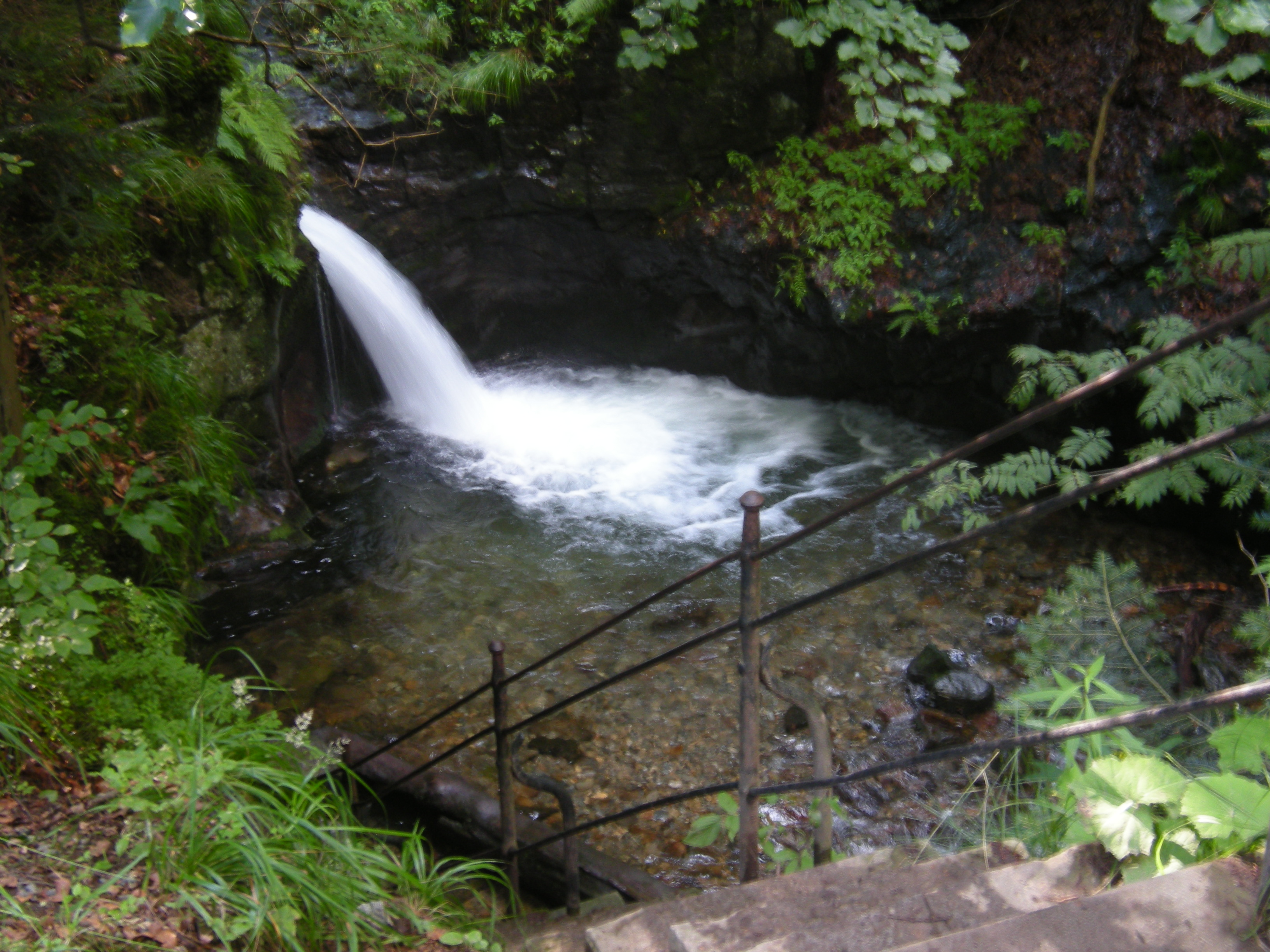
Nýznerovské vodopády

- Dolní Skorošice
- Horní Skorošice
- Nýznerov
- Nýznerov-jih
- Sedmlánů

## Pomniki przyrody
- Wodospady Stříbrného potoka(inne języki) zwane też "Nýznerovské vodopády" - uznany za rezerwat przyrody system wodospadów i kaskad na Srebrnym potoku w miejscowości Nýznerov. Łączna wysokość 14 m, najwyższe stopnie osiągają 3 m[1].